# Franqueville (Somme)
Franqueville è un comune francese di 165 abitanti situato nel dipartimento della Somme nella regione dell'Alta Francia.

## Società

### Evoluzione demografica
Abitanti censiti